# Flesquières
Flesquières é uma comuna francesa na região administrativa de Altos da França, no departamento do Norte. Estende-se por uma área de 6.28 km². Em 2010 a comuna tinha 265 habitantes (densidade: 42,2 hab./km²).